# Norbury and Roston
Norbury and Roston est une paroisse civile du Derbyshire, en Angleterre.